# Luis Alberto Ramírez
Luis Alberto Ramírez Lucay (Lima, 10 de noviembre de 1984) es un exfutbolista peruano. Jugaba como mediocentro y se retiró en Academia Cantolao Tiene 40 años.
Su padre fue el también futbolista Alberto «Cachito» Ramírez.

## Trayectoria
Luis Ramírez se formó en las divisiones menores de la Academia Deportiva Cantolao. Debutó en la primera división en el año 2003 con la camiseta del club Coronel Bolognesi de Tacna, permaneciendo en este club hasta el año 2005. El club Cienciano del Cuzco obtuvo sus servicios por media temporada en 2006, tras lo cual regresó al club tacneño con el cual logró obtener el título del Torneo Clausura 2007. Luego de disputar con el Bolo la Copa Libertadores 2008, fue contratado por Universitario de Deportes. 
Su primera experiencia internacional la tuvo a inicios de 2009 cuando fue fichado por el Club Libertad de Paraguay para disputar la Copa Libertadores 2009 y la Primera División de Paraguay, tras lo cual regresó una vez más a Bolognesi, club dueño de su ficha. Donde descendió. A fines del año 2009 el Club Universitario de Deportes, que intentó ficharlo sin éxito para la temporada 2009, lo contrató para afrontar la Copa Libertadores 2010 y el Campeonato Descentralizado 2010, por pedido del director técnico Juan Reynoso. En enero de 2011 fue fichado por el Sport Club Corinthians de Brasil.
Su debut con el Corinthians se produjo el 30 de enero de 2011 en un partido correspondiente al Campeonato Paulista que culminó 2-2 ante São Bernardo con una buena actuación y un gol de Ramírez. El 'Timao' llegó hasta la final de la competición cayendo ante el Santos con Ramírez siendo partícipe de las dos finales que se disputaron. Poco a poco se fue asentándose en el primer equipo hasta que una lesión con la selección peruana lo dejó fuera de las canchas por cierto tiempo. Logró recuperarse y empezó a alternar en algunos partidos. En noviembre de 2011, logró anotar otro gol ante el Ceará, que le permitió a Corinthians clasificar a la Copa Libertadores 2012. El 4 de diciembre, Corinthians logró el Campeonato Brasileño de Serie A al empatar con Palmeiras, siendo éste el segundo título nacional de Luis Ramírez.
El 5 de febrero de 2012, Ramírez anotó el gol del empate frente al Bragantino por el Campeonato Paulista. El cotejo culminó 1 a 1 y fue el primer gol de 'Cachito' en 2012. Si bien jugó poco, fue parte del conjunto que campeonó en la Copa Libertadores 2012. El 7 de julio, el club confirmó que Ramírez tendría que dejar el equipo luego del cotejo contra el Sport Recife, el día 8 del mismo mes; sin embargo, con la llegada de su compatriota Paolo Guerrero, el club decidió mantener a Cachito hasta el final de la temporada.
El 11 de enero de 2013 fue presentado oficialmente en su nuevo club, el Ponte Preta, donde permaneció cedido hasta fines del mismo año. En su debut, por la tercera fecha del Campeonato Paulista, anotó de tiro libre su primer tanto con el club, en la victoria por 3-1 ante el Guarani. Ponte Preta descendió al final de la temporada y para entonces Cachito ya había perdido continuidad, debido a discrepancias con la directiva del club, todo esto debido a sus constantes convocatorias por la selección peruana de fútbol, según los directivos eso hacía perder concentración y continuidad al jugador, por lo cual decidieron devolverlo al club dueño de su pase. Dejó el equipo y regresó al Sport Club Corinthians.
Para la temporada 2014 el técnico Mano Menezes, decidió incluirlo en el equipo, alternando ciertos partidos en el torneo Paulista, pero no con la continuidad necesaria, por lo que a mediados de año se especulaba con su salida del club, se comentaba que tenía ofertas de Europa y de otros equipos de Brasil.
El 7 de agosto fue presentado como flamante refuerzo del Botafogo, alternando de inmediato en el próximo partido que le tocaba disputar al club por el brasilerao, pero fue en la fecha 17 del brasilerao en donde anotó una verdadera joya de gol ante el Chapecoense, dándole de esa forma 3 puntos importantes al Botafogo en la lucha por el brasilerao.
El 7 de enero de 2016 ficha por el Club Alianza lima.
El 6 de octubre de 2024, el jugador decide retirarse del fútbol profesional. 

## Selección nacional
Ha sido internacional con la Selección de fútbol del Perú en 35 ocasiones y ha marcado 2 goles. Había sido seleccionado por Sergio Markarián para disputar la Copa América 2011 a realizarse en Argentina, sin embargo; en el último partido de preparación ante Senegal, Ramírez sufrió una lesión de gravedad y se perdió el torneo continental.
| \| PJ \| Fecha \| Ciudad \| Local \| Resultado \| Visitante \| Competición \| Goles \| Asist. \| \| --- \| ---------- \| -------------- \| ----------------- \| --------- \| --------------- \| -------------------------- \| ----- \| ------ \| \| 1. \| 17-08-2005 \| Tacna \| Perú \| 3–1 \| Chile \| Amistoso \| 0 \| 0 \| \| 2. \| 29-03-2009 \| Lima \| Perú \| 1–3 \| Chile \| Eliminatorias Mundial 2010 \| 0 \| 0 \| \| 3. \| 01-04-2009 \| Porto Alegre \| Brasil \| 3–0 \| Perú \| Eliminatorias Mundial 2010 \| 0 \| 0 \| \| 4. \| 07-06-2009 \| Lima \| Perú \| 1–2 \| Ecuador \| Eliminatorias Mundial 2010 \| 0 \| 0 \| \| 5. \| 10-06-2009 \| Medellín \| Colombia \| 1–0 \| Perú \| Eliminatorias Mundial 2010 \| 0 \| 0 \| \| 6. \| 10-10-2009 \| Buenos Aires \| Argentina \| 2–1 \| Perú \| Eliminatorias Mundial 2010 \| 0 \| 0 \| \| 7. \| 14-10-2009 \| Lima \| Perú \| 1–0 \| Bolivia \| Eliminatorias Mundial 2010 \| 0 \| 1 \| \| 8. \| 04-09-2010 \| Toronto \| Canadá \| 0–2 \| Perú \| Amistoso \| 0 \| 0 \| \| 9. \| 08-10-2010 \| Lima \| Perú \| 2–0 \| Costa Rica \| Amistoso \| 1 \| 0 \| \| 10. \| 12-10-2010 \| Panamá \| Panamá \| 1–0 \| Perú \| Amistoso \| 0 \| 0 \| \| 11. \| 17-11-2010 \| Bogotá \| Colombia \| 1–1 \| Perú \| Amistoso \| 1 \| 0 \| \| 12. \| 01-06-2011 \| Niigata \| Japón \| 0–0 \| Perú \| Copa Kirin \| 0 \| 0 \| \| 13. \| 04-06-2011 \| Matsumoto \| Perú \| 0–0 \| República Checa \| Copa Kirin \| 0 \| 0 \| \| 14. \| 28-06-2011 \| Lima \| Perú \| 1–0 \| Senegal \| Amistoso \| 0 \| 0 \| \| 15. \| 29-02-2012 \| Túnez \| Túnez \| 1–1 \| Perú \| Amistoso \| 0 \| 0 \| \| 16. \| 23-05-2012 \| Lima \| Perú \| 1–0 \| Nigeria \| Amistoso \| 0 \| 1 \| \| 17. \| 03-06-2012 \| Lima \| Perú \| 0–1 \| Colombia \| Eliminatorias Mundial 2014 \| 0 \| 0 \| \| 18. \| 10-06-2012 \| Montevideo \| Uruguay \| 4–2 \| Perú \| Eliminatorias Mundial 2014 \| 0 \| 0 \| \| 19. \| 15-08-2012 \| San José \| Costa Rica \| 0–1 \| Perú \| Amistoso \| 0 \| 0 \| \| 20. \| 07-09-2012 \| Lima \| Perú \| 2–1 \| Venezuela \| Eliminatorias Mundial 2014 \| 0 \| 1 \| \| 21. \| 11-09-2012 \| Lima \| Perú \| 1–1 \| Argentina \| Eliminatorias Mundial 2014 \| 0 \| 0 \| \| 22. \| 16-10-2012 \| Asunción \| Paraguay \| 1–0 \| Perú \| Eliminatorias Mundial 2014 \| 0 \| 0 \| \| 23. \| 07-02-2013 \| Couva \| Trinidad y Tobago \| 0–1 \| Perú \| Amistoso \| 0 \| 0 \| \| 24. \| 30-03-2013 \| Lima \| Chile \| 1–0 \| Perú \| Eliminatorias Mundial 2014 \| 0 \| 0 \| \| 25. \| 07-06-2013 \| Lima \| Perú \| 1–0 \| Ecuador \| Eliminatorias Mundial 2014 \| 0 \| 0 \| \| 26. \| 06-09-2013 \| Lima \| Perú \| 1–2 \| Uruguay \| Eliminatorias Mundial 2014 \| 0 \| 0 \| \| 27. \| 10-09-2013 \| Puerto La Cruz \| Venezuela \| 3–2 \| Perú \| Eliminatorias Mundial 2014 \| 0 \| 0 \| \| 28. \| 11-10-2013 \| Buenos Aires \| Argentina \| 3–1 \| Perú \| Eliminatorias Mundial 2014 \| 0 \| 0 \| \| 29. \| 30-05-2014 \| Londres \| Inglaterra \| 3–0 \| Perú \| Amistoso \| 0 \| 0 \| \| 30. \| 03-06-2014 \| Lucerna \| Suiza \| 2–0 \| Perú \| Amistoso \| 0 \| 0 \| \| 31. \| 15-11-2014 \| Luque \| Paraguay \| 2–1 \| Perú \| Amistoso \| 0 \| 0 \| \| 32. \| 15-11-2014 \| Lima \| Paraguay \| 3–0 \| Perú \| Amistoso \| 0 \| 0 \| |            |                |                   |           |                 |                            |       |        |
| PJ | Fecha      | Ciudad         | Local             | Resultado | Visitante       | Competición                | Goles | Asist. |
| 1. | 17-08-2005 | Tacna          | Perú              | 3–1       | Chile           | Amistoso                   | 0     | 0      |
| 2. | 29-03-2009 | Lima           | Perú              | 1–3       | Chile           | Eliminatorias Mundial 2010 | 0     | 0      |
| 3. | 01-04-2009 | Porto Alegre   | Brasil            | 3–0       | Perú            | Eliminatorias Mundial 2010 | 0     | 0      |
| 4. | 07-06-2009 | Lima           | Perú              | 1–2       | Ecuador         | Eliminatorias Mundial 2010 | 0     | 0      |
| 5. | 10-06-2009 | Medellín       | Colombia          | 1–0       | Perú            | Eliminatorias Mundial 2010 | 0     | 0      |
| 6. | 10-10-2009 | Buenos Aires   | Argentina         | 2–1       | Perú            | Eliminatorias Mundial 2010 | 0     | 0      |
| 7. | 14-10-2009 | Lima           | Perú              | 1–0       | Bolivia         | Eliminatorias Mundial 2010 | 0     | 1      |
| 8. | 04-09-2010 | Toronto        | Canadá            | 0–2       | Perú            | Amistoso                   | 0     | 0      |
| 9. | 08-10-2010 | Lima           | Perú              | 2–0       | Costa Rica      | Amistoso                   | 1     | 0      |
| 10. | 12-10-2010 | Panamá         | Panamá            | 1–0       | Perú            | Amistoso                   | 0     | 0      |
| 11. | 17-11-2010 | Bogotá         | Colombia          | 1–1       | Perú            | Amistoso                   | 1     | 0      |
| 12. | 01-06-2011 | Niigata        | Japón             | 0–0       | Perú            | Copa Kirin                 | 0     | 0      |
| 13. | 04-06-2011 | Matsumoto      | Perú              | 0–0       | República Checa | Copa Kirin                 | 0     | 0      |
| 14. | 28-06-2011 | Lima           | Perú              | 1–0       | Senegal         | Amistoso                   | 0     | 0      |
| 15. | 29-02-2012 | Túnez          | Túnez             | 1–1       | Perú            | Amistoso                   | 0     | 0      |
| 16. | 23-05-2012 | Lima           | Perú              | 1–0       | Nigeria         | Amistoso                   | 0     | 1      |
| 17. | 03-06-2012 | Lima           | Perú              | 0–1       | Colombia        | Eliminatorias Mundial 2014 | 0     | 0      |
| 18. | 10-06-2012 | Montevideo     | Uruguay           | 4–2       | Perú            | Eliminatorias Mundial 2014 | 0     | 0      |
| 19. | 15-08-2012 | San José       | Costa Rica        | 0–1       | Perú            | Amistoso                   | 0     | 0      |
| 20. | 07-09-2012 | Lima           | Perú              | 2–1       | Venezuela       | Eliminatorias Mundial 2014 | 0     | 1      |
| 21. | 11-09-2012 | Lima           | Perú              | 1–1       | Argentina       | Eliminatorias Mundial 2014 | 0     | 0      |
| 22. | 16-10-2012 | Asunción       | Paraguay          | 1–0       | Perú            | Eliminatorias Mundial 2014 | 0     | 0      |
| 23. | 07-02-2013 | Couva          | Trinidad y Tobago | 0–1       | Perú            | Amistoso                   | 0     | 0      |
| 24. | 30-03-2013 | Lima           | Chile             | 1–0       | Perú            | Eliminatorias Mundial 2014 | 0     | 0      |
| 25. | 07-06-2013 | Lima           | Perú              | 1–0       | Ecuador         | Eliminatorias Mundial 2014 | 0     | 0      |
| 26. | 06-09-2013 | Lima           | Perú              | 1–2       | Uruguay         | Eliminatorias Mundial 2014 | 0     | 0      |
| 27. | 10-09-2013 | Puerto La Cruz | Venezuela         | 3–2       | Perú            | Eliminatorias Mundial 2014 | 0     | 0      |
| 28. | 11-10-2013 | Buenos Aires   | Argentina         | 3–1       | Perú            | Eliminatorias Mundial 2014 | 0     | 0      |
| 29. | 30-05-2014 | Londres        | Inglaterra        | 3–0       | Perú            | Amistoso                   | 0     | 0      |
| 30. | 03-06-2014 | Lucerna        | Suiza             | 2–0       | Perú            | Amistoso                   | 0     | 0      |
| 31. | 15-11-2014 | Luque          | Paraguay          | 2–1       | Perú            | Amistoso                   | 0     | 0      |
| 32. | 15-11-2014 | Lima           | Paraguay          | 3–0       | Perú            | Amistoso                   | 0     | 0      |

## Estadísticas

### Clubes
- Actualizado al 23 de octubre de 2023.

| Club              | País          | Año           | Partidos | Goles |
| ----------------- | ------------- | ------------- | -------- | ----- |
| Coronel Bolognesi | Perú          | 2003-2008     | 160      | 21    |
| → Cienciano       | Perú          | 2006          | 17       | 0     |
| Universitario     | Perú          | 2008          | 20       | 1     |
| Libertad          | Paraguay      | 2009          | 19       | 4     |
| Universitario     | Perú          | 2010          | 43       | 6     |
| S. C. Corinthians | Brasil        | 2011-2014     | 52       | 5     |
| → Ponte Preta     | Brasil        | 2013          | 27       | 2     |
| Botafogo          | Brasil        | 2014          | 20       | 3     |
| Univ. San Martín  | Perú          | 2015          | 11       | 1     |
| Alianza Lima      | Perú          | 2016-2019     | 147      | 14    |
| Sport Boys        | Perú          | 2020-2022     | 49       | 6     |
| A. D. Cantolao    | Perú          | 2023          | 25       | 1     |
| Total carrera     | Total carrera | Total carrera | 590      | 64    |

## Palmarés

### Torneos nacionales
| Título                    | Equipo       | País   | Año  |
| ------------------------- | ------------ | ------ | ---- |
| Serie A                   | Corinthians  | Brasil | 2011 |
| Primera División del Perú | Alianza Lima | Perú   | 2017 |

### Torneos cortos
| Título              | Equipo            | País   | Año  |
| ------------------- | ----------------- | ------ | ---- |
| Torneo Clausura     | Coronel Bolognesi | Perú   | 2007 |
| Campeonato Paulista | Ponte Preta       | Brasil | 2013 |
| Torneo Apertura     | Alianza Lima      | Perú   | 2017 |
| Torneo Clausura     | Alianza Lima      | Perú   | 2017 |
| Torneo Clausura     | Alianza Lima      | Perú   | 2019 |

### Copas internacionales
| Título            | Equipo      | País   | Año  |
| ----------------- | ----------- | ------ | ---- |
| Copa Libertadores | Corinthians | Brasil | 2012 |

### Distinciones individuales
| Distinción                                                                      | Año  |
| ------------------------------------------------------------------------------- | ---- |
| Preseleccionado como mediocampista en el mejor once de la Liga 1 según la SAFAP | 2019 |